# Raymond Woog
Raymond Woog est un peintre, dessinateur et illustrateur français né le 25 octobre 1875 à Paris et mort le 10 mai 1949 à Neuilly-sur-Seine.

## Biographie
Raymond Woog naît dans le 2e arrondissement de Paris en 1875, ses parents étant Adolphe Woog (né à La Chaux-de-Fonds en 1843) et son épouse née Isabelle Jeanne Meyer (née à Paris en 1852).
Raymond Woog est élève du peintre symboliste Gustave Moreau à l'École nationale supérieure des beaux-arts de Paris. En 1903, il est parmi les exposants du premier Salon d'automne où il est remarqué par les critiques d'art Arsène Alexandre et Raymond Bouyer, ce dernier écrivant ainsi dans La Revue Bleue du 14 novembre 1903 : « Les élèves de Gustave Moreau sont vingt-six, tous intéressants, depuis les camaïeux de Paul Baignières jusqu'aux notes voyageuses de Raymond Woog ». Les deux toiles qu'il exposera au Cercle Volney en 1906 recevront un accueil analogue : « Le Portrait de Madame B. V. noir et vert, l'intimité avec la matinée rose, le coussin bleu, le jupon noir et blanc, sont des morceaux énergiques, d'une facture solide, d'une touche vigoureuse très hauts en couleur, qui décèlent un véritable peintre ; ce nom de Raymond Woog est à retenir » s'y enthousiasme Maurice Guillemot. L'édition lithographique de ses œuvres fait bientôt de Woog l'un des artistes permanents de la galerie Devambez. 

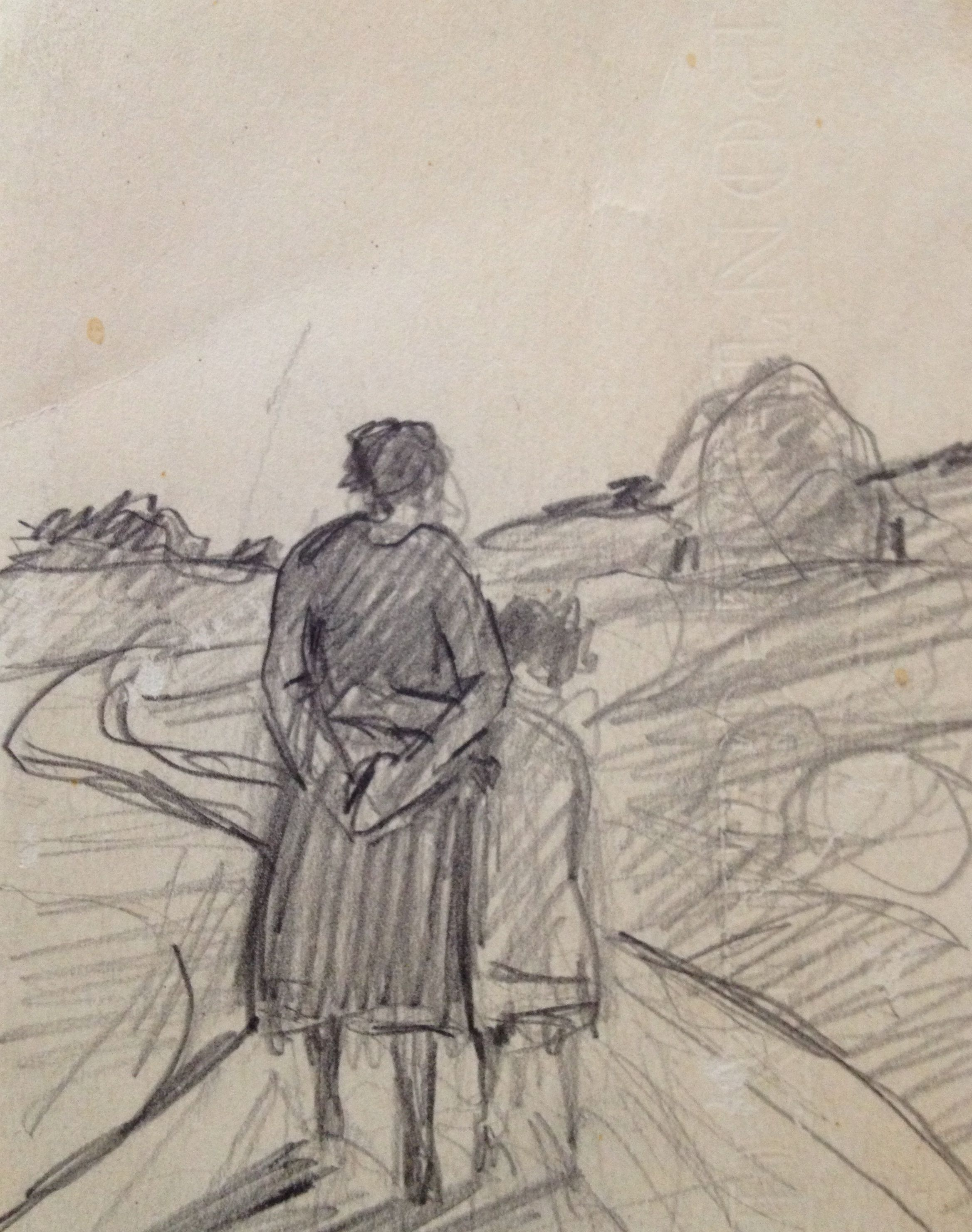
Raymond Woog, Violette Woog et sa fille Béatrice

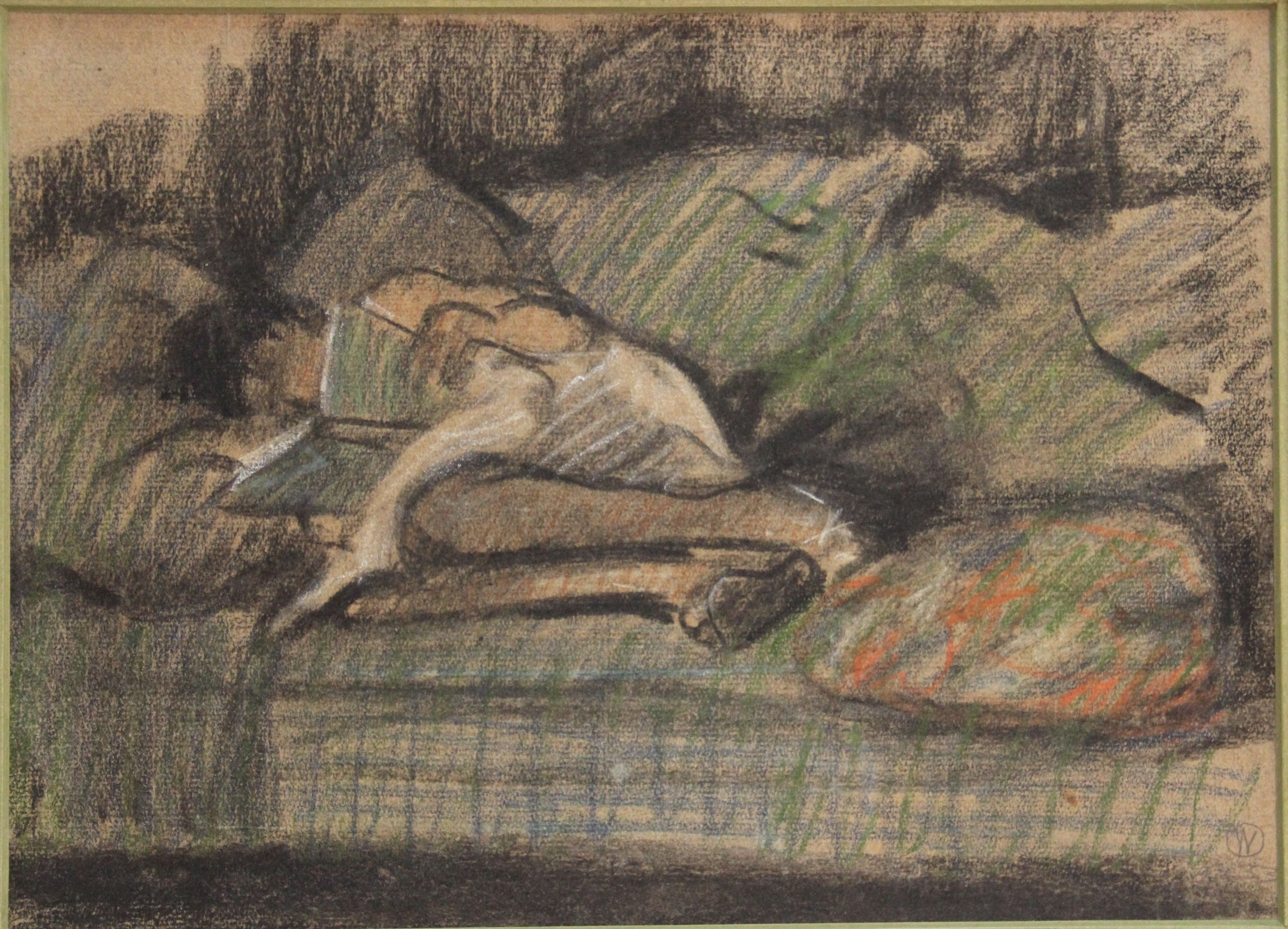
Raymond Woog, Béatrice Woog lisant

En 1905, Raymond Woog épouse Violette Julie Picard (née à Paris en 1882) dont, vivant alors au 202, rue de Courcelles à Paris, il aura quatre filles : Marie-Thérèse dite Maïthé (1908-1997), future compagne d'Armel Guerne, Isabelle (1906-1945) qui épousera et vivra à Crisenoy avec Pierre Heilbronn (mitraillé par les Allemands aux Andelys en juin 1940), Sabine (1914-1917) et Béatrice (1923-2007) qui, rencontrant le GI Bill Agnew au cours de la Seconde Guerre mondiale, l'épousera pour vivre à New York. Raymond Woog est alors l'ami d'Adolphe Gumery avec qui, en 1910, il effectue un voyage en Espagne dans le cadre de la course Paris-Madrid.
À la suite du décès le 14 décembre 1912 de Jules Comte, fondateur de La Revue de l'art ancien et moderne, Raymond Woog assure la gestion provisoire de la publication qui s'interrompt en juillet 1914 du fait de l'entrée en guerre. Mobilisé durant la Première Guerre mondiale, il est entre 1915 et 1918, soit après six mois passés dans les Flandres, basé au Havre, avec le grade de lieutenant, en tant qu'attaché à la mission militaire de l'armée britannique. Ses croquis portraiturant des militaires anglais et français saisis sur le vif en 1915 et 1916 — entre autres du contre-amiral Biard, gouverneur du Havre — sont en 1916 publiés sous forme de 32 planches sous porte-feuilles toilé dans une édition limitée à 150 exemplaires et intitulée Passed by Censor.
Proche d'Émile Herzog qui n'a alors pas encore adopté le pseudonyme d'André Maurois, Raymond Woog inspire à celui-ci en 1918 le personnage d'Aurel dans le roman Les Silences du colonel Bramble dont Woog, au demeurant premier lecteur du manuscrit, venant à Abbeville afin d'y croquer le général John Asser (en), illustre de la sorte du portrait de sir John la couverture de la première édition. Raymond Woog est à cette époque très introduit dans le milieu de la presse où il devient un illustrateur reconnu, étant en particulier l'ami de Pierre Mille. Toutefois, dans un article qui paraît en novembre 1919 dans la revue La Renaissance de l'art français et des industries de luxe, Camille Gronkowski, à propos du goût chinois en France, évoque élogieusement Raymond Woog parmi les artistes peignant des paravents en laque de Coromandel.
En 1928, Raymond Woog, dont l'interprétation par la gravure sur cuivre faite de ses œuvres par Auguste Brouet a contribué à la célébrité, se rend à New York dans le cadre de son exposition à la galerie Jacques Seligmann. Edward Bernays raconte dans l'un de ses livres comment le fait que Raymond Woog, bénéficiant déjà d'un certain prestige outre-Atlantique de par sa présence connue dans les collections du musée du Luxembourg, y est alors considéré comme un peintre majeur des visages d'enfants, l'incite à recommander notre artiste au galeriste new-yorkais. De fait, Woog exécute à New York de nombreuses commandes de portraits d'enfants, mais aussi un portrait de Maurice Ravel.

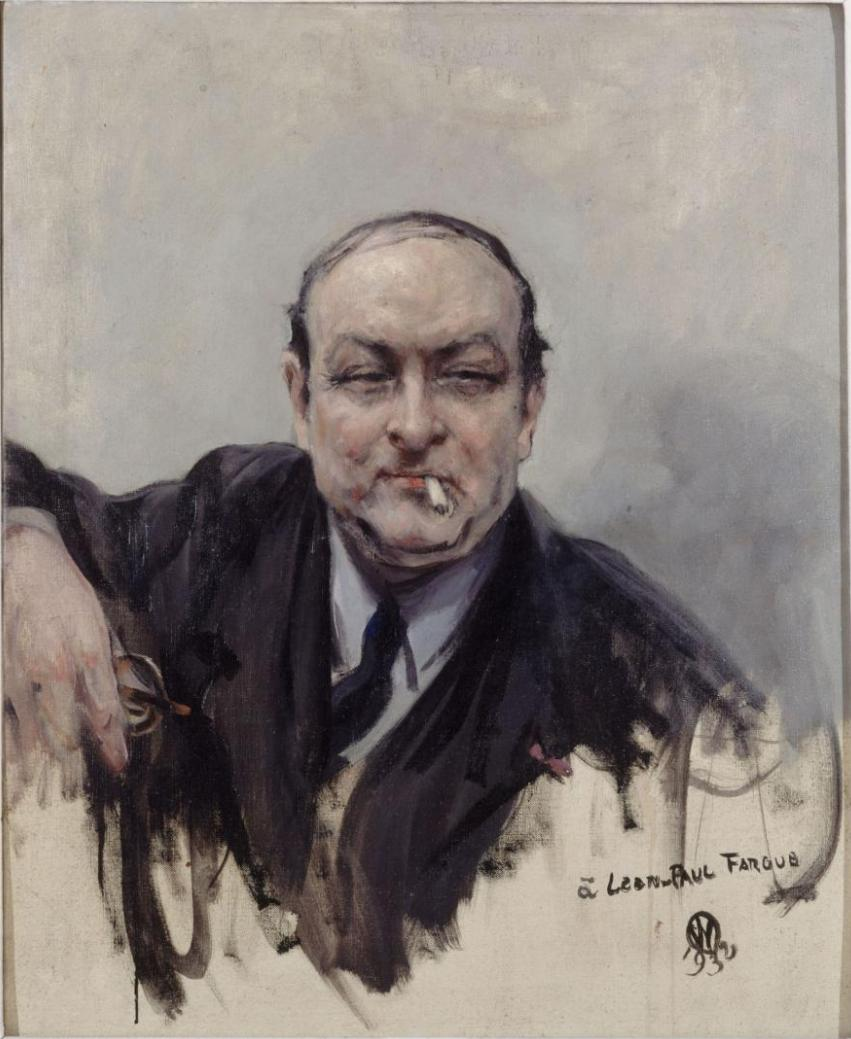
Raymond Woog, Léon-Paul Fargue, musée Carnavalet

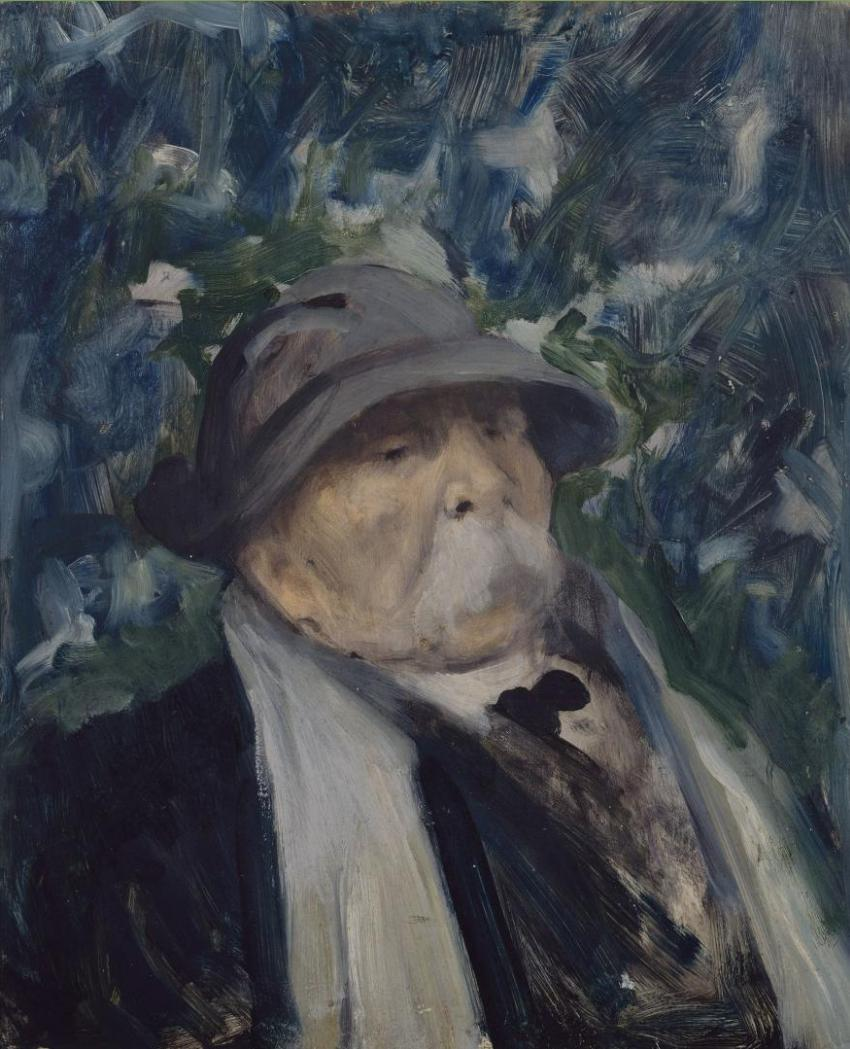
Raymond Woog, Georges Clémenceau, musée Carnavalet

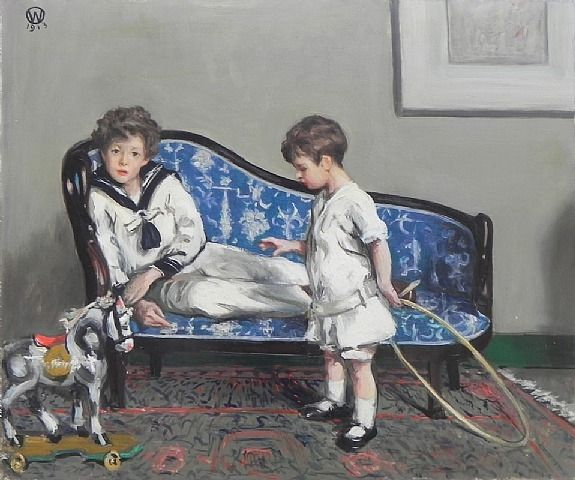
Raymond Woog, Deux enfants jouant

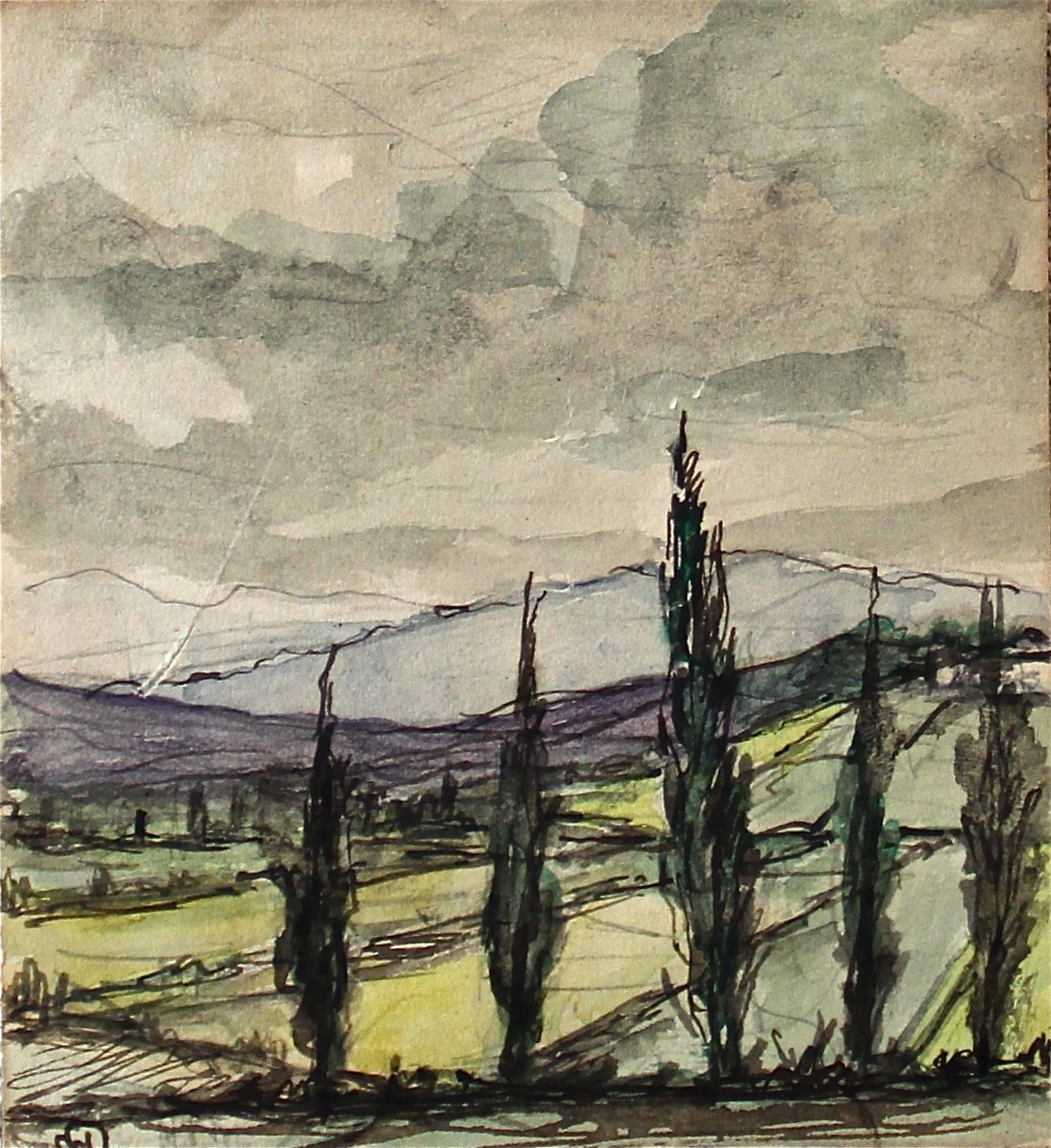
Raymond Woog, Paysage

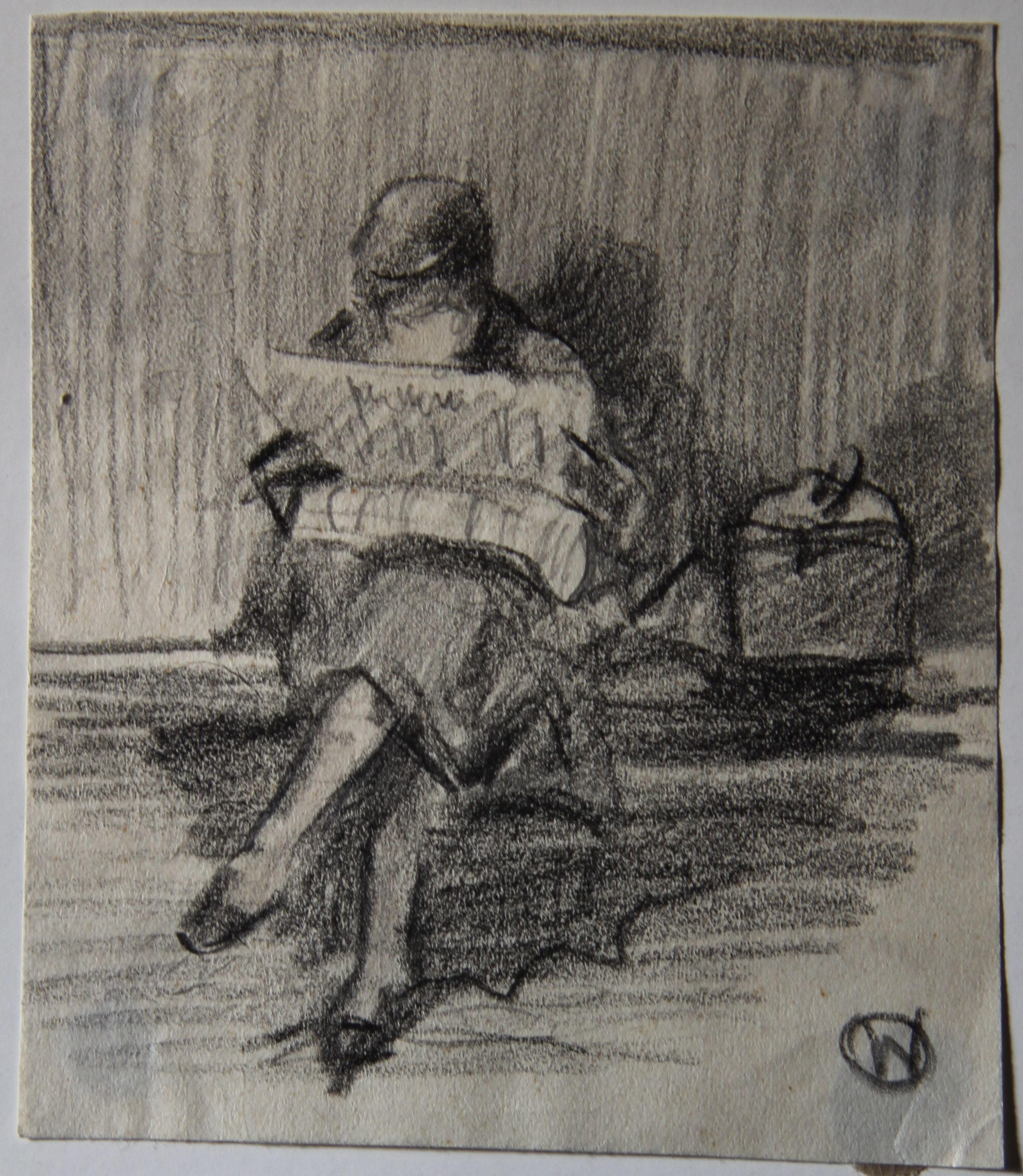
Raymond Woog, Femme lisant un journal

En 1933-1934, Raymond Woog est collaborateur des Nouvelles littéraires, demeurant simultanément fidèle au Salon de la Société nationale des beaux-arts où il accroche ses œuvres depuis 1911 : « Signalons une Maternité de Raymond Woog d'un joli sentiment » retient ainsi Roger Baschet de sa visite du salon de 1934.
Raymond Woog affectionne les longs séjours en Seine-et-Marne auxquels on associe le thème des fleurs dans sa peinture, thème auquel il reste attaché lorsqu'en 1940 il se retire à Crest.
Il a peint ou dessiné entre autres les portraits de Pablo Casals (1906), de l'épouse et des filles de l'artiste, de la « tante » Victoire Klotz, d'Anatole France, Fernand Gregh (beau-frère de l'artiste), André Maurois (1916), Léon-Paul Fargue, Georges Clemenceau, les sculpteurs Max Blondat et Paul-François Berthoud, Tristan Bernard, Maurice Ravel (New York, 1928), Georges Hayem, le roi d'Espagne Alphonse XIII (qui posa pour Woog à Fontainebleau en 1932) et Léo Larguier (1935).
Raymond Woog meurt à Neuilly-sur-Seine en 1949. On lui aura reproché le talent ostentatoire d'un artiste « songeant avant tout à faire valoir son métier ». Avec lui, nuance Jean Oudin, disparaît « un charmant intimiste, d'un raffinement extrême ; l'artiste se doublait d'un ami rare, dont la délicatesse, la sensibilité et la culture faisaient l'enchantement de ceux qui ont eu le privilège de l'approcher ».

## Réception critique
- « Ce sont, en somme, des sortes de portraits que les deux toiles que Raymond Woog intitule Laques et Intimités. Il y a là, à vrai dire, bien moins la préoccupation de pénétrer les caractères individuels d'une physionomie humaine que de faire œuvre proprement dite de peintre. Mais chacun doit suivre son tempérament et celui de Raymond Woog est incontestablement un vrai tempérament de peintre aimant la couleur et la matière pour la matière et la couleur. Il a une jeune vaillance et une belle hardiesse qui lui font rechercher la solution de problèmes pittoresques devant lesquels se dérobent trop souvent, aujourd'hui, les esprits timorés. Il n'a pas peur du ton, il cherche l'éclat et il le trouve sans vulgarité par le jeu habile des tons purs dans le concert enveloppant des neutres... Ce sont là des portraits, c'est-à-dire des images de femmes d'aujourd'hui dans le caractère que leur donnent le milieu qui les entoure, les vêtements qu'elles portent, et l'auteur pourrait les désigner nommément. Maus ce sont aussi et surtout des tableaux, car ces toiles se présentent avec des caractères généraux qui nous intéressent seuls, nous, public. » - Léonce Bénédite[21]
- « Depuis plusieurs années, ce jeune peintre se révèle avec une singulière saveur, et s'impose par son travail, sa volonté, sa franchise. On le suit sans déception. Auprès d'une étude charmante il montre ici une grande effigie de femme sur un fond de paravent en laque d'or qui est d'un coloris fougueux et riche, et un portrait du violoncelliste célèbre Pablo Casals. Je pense que ce dernier tableau est presque une œuvre de maître, par l'exécution comme par la patiente synthèse du caractère psychologique. » - Camille Mauclair[22]
- « Raymond Woog a deux envois d'une manière colorée, éclatante et grasse, l'un qui est une façon de portrait d'infante dans des gris un peu dorés, l'autre qui représente, devant un mur tendu d'étoffe à fleurs roses, une jeune femme et un enfant assis sur un canapé couleur de vert de gris : peinture très forte, très éclatante de ton, très décorative d'arabesque, qui ne plaira qu'à demi aux yeux très sensibles. » - Henry Bidou[23]
- « Les organisateurs de l'exposition présidée par Gaston Varenne ne s'y sont pas trompés en donnant la place d'honneur à l'univers de Raymond Woog : c'est un tableau parmi tant d'études, le tableau d'un vrai peintre qui, par ce temps de grisaille plus ou moins intellectuelle, ne redoute point d'avouer son goût pour la couleur des belles étoffes, des céramiques ou des ciels, et cette affirmation n'exclut pas le sentiment qui place une petite infante très moderne en présence de cette grande mappemonde où se résume à ses yeux songeurs tout l'inconnu. » - Raymond Bouyer[24]
- « Do you remember, dear friend, the days at Abbeville when you were doing the portrait of General Asser?… Whenever I could get away, I used to come to watch you paint and it delighted me to see the two visages, the one in flesh and blood and the other which your brushes created, grow to rememble each other. There he was — the Object — and about his scarlet — bound cap, his gold — encrusted vizor and his well cut riding breeches we wove opinions on art. A common sentiment united us : a horror of aesthetic systems. To set down what one sees, as honestly, as exactly as one is able - we could find no better rule. » - André Maurois[25]
- « Comme c'est un lieu commun de dire qu'un bon portrait est surtout l'image d'un caractère, le public fut frappé par la qualité de ses œuvres où la présence de l'homme est toujours si intensément ressentie. » - Jean Oudin[7]
- « Raymond Woog pratique la peinture de genre, le paysage et la nature morte, mais on retient surtout la qualité de ses portraits ; solidité, virtuosité, c'est une sorte de perfection savoureuse des attitudes et des visages qu'il prête à quelques contemporains majeurs. » - Gérald Schurr[26]

## Contributions bibliophiliques
- André Maurois, Les Silences du colonel Bramble, dessin de couverture (Portrait du Général Asser) par Raymond Woog, 1000 exemplaires, Grasset, 1918.
- Pierre Loti, La Troisième Jeunesse de Madame Prune suivi de Le Mariage de Loti, illustrations d'André Devambez, René Lelong, Aimery Lobel-Riche, Manuel Orazi et Raymond Woog, Paris, Éditions Pierre Lafitte, 1923.
- Edmond Rostand, Le Cantique de l'aile suivi de La Dernière Nuit de Dom Juan, illustrations de George Barbier, Umberto Brunelleschi, Manuel Orazi et Raymond Woog, Paris, Éditions Pierre Lafitte, 1925.

## Traductions littéraires
- Herbert Ward, Chez les cannibales de l'Afrique centrale, Éditions Plon, 1910, traduit de l'anglais par Raymond Woog[8].

## Expositions

### Expositions particulières
- Galerie Georges Petit, Paris, mars 1913.
- The art of Raymond Woog : paintings and drawings, galerie Jacques Seligmann & Company, New York, janvier-février 1928.
- Rétrospective Raymond Woog, musée Galliera, Paris, 1952.
- Exposition rétrospective d'œuvres de Raymond Woog, Salon de la Société nationale des beaux-arts, 1960.

### Expositions collectives
- Salon d'automne, Paris, 1903[1].
- Cercle Volney, Paris, 1906[2],[7].
- Exposition générale des beaux-arts, Bruxelles, 1907, Portrait de Pablo Casals (Barcelone, Fondation Pablo Casals)[27].
- Salon de l'avenue Dantin, Paris, 1907[28].
- Salon de la Société nationale des beaux-arts, Paris, à partir de 1907[22],[23],[29].
- Galerie La Cimaise (Georges Petit), Paris, janvier 1912[24].
- 29e Exposition de la Société internationale de peinture et sculpture, Galerie Georges Petit, Paris, 1912[30].
- Marcel Proust et son temps, musée Jacquemart-André, Paris, 1971[29].
- Exposition André Maurois, Bibliothèque nationale de France, Paris, octobre-décembre 1977. Le dessin André Maurois par Raymond Woog fit l'affiche de l'exposition.
- El retrato elegante, musée d'histoire de Madrid, de décembre 2000 à février 2001[31].

## Collections publiques
Allemagne
- Berlin, ambassade de France.

Canada
- Vancouver, université de la Colombie-Britannique, bibliothèque, donation Pauline Donalda[32].

Espagne
- Barcelone, Fondation Pablo Casals : Portrait de Pablo Casals, 1906[18].

France
- Blois, hôtel de préfecture de Loir-et-Cher.
- Le Havre, archives municipales[33].
- Paris :
  - ministère de l'Éducation nationale.
  - musée d'Art moderne de la ville de Paris.
  - musée Carnavalet :
    - Portrait de Léon-Paul Fargue ;
    - Portrait de Georges Clemenceau.

  - musée d'Orsay.
- Roubaix, La Piscine.

## Distinction
- Chevalier de la Légion d'honneur le 22 avril 1947[34].